# Гібер (Каліфорнія)
Гібер (англ. Heber) — переписна місцевість (CDP) в США, в окрузі Імперіал штату Каліфорнія. Населення — 6896 осіб (2020).

## Географія
Гібер розташований за координатами 32°43′55″ пн. ш. 115°31′13″ зх. д. / 32.73194° пн. ш. 115.52028° зх. д. (32.731830, -115.520334).  За даними Бюро перепису населення США в 2010 році переписна місцевість мала площу 3,85 км², уся площа — суходіл.

## Демографія
Згідно з переписом 2010 року, у переписній місцевості мешкало 4275 осіб у 1094 домогосподарствах у складі 1001 родини. Густота населення становила 1111 особа/км².  Було 1192 помешкання (310/км²).
Расовий склад населення:
| - 50,9 % — білих - 0,8 % — корінних американців - 0,4 % — азіатів - 0,1 % — чорних або афроамериканців - 41,1 % — осіб інших рас |

До двох чи більше рас належало 6,8 %. Частка іспаномовних становила 98,2 % від усіх жителів.
За віковим діапазоном населення розподілялося таким чином: 34,0 % — особи молодші 18 років, 56,1 % — особи у віці 18—64 років, 9,9 % — особи у віці 65 років та старші. Медіана віку мешканця становила 28,7 року. На 100 осіб жіночої статі у переписній місцевості припадало 89,9 чоловіків;  на 100 жінок у віці від 18 років та старших — 82,5 чоловіків також старших 18 років.
Середній дохід на одне домашнє господарство  становив 46 840 доларів США (медіана — 37 156), а середній дохід на одну сім'ю — 48 605 доларів (медіана — 38 250). Медіана доходів становила 45 521 долар для чоловіків та 24 358 доларів для жінок. За межею бідності перебувало 13,3 % осіб, у тому числі 16,5 % дітей у віці до 18 років та 0,0 % осіб у віці 65 років та старших.
Цивільне працевлаштоване населення становило 1377 осіб. Основні галузі зайнятості: освіта, охорона здоров'я та соціальна допомога — 26,5 %, сільське господарство, лісництво, риболовля — 12,3 %, будівництво — 11,0 %, роздрібна торгівля — 10,8 %.